# Эберсбах-Нойгерсдорф
Эберсбах-Нойгерсдорф (нем. Ebersbach-Neugersdorf) — город в Германии, в земле Саксония. Подчиняется административному округу Дрезден. Входит в состав района Гёрлиц.